# Ernobius vinolasi
Ernobius vinolasi is een keversoort uit de familie klopkevers (Anobiidae). De wetenschappelijke naam van de soort is voor het eerst geldig gepubliceerd in 2000 door Novoa & Baselga.